# اسپنسر (اکلاهما)
اسپنسر(به انگلیسی: Spencer) شهری در ایالت اکلاهما کشور ایالات متحده آمریکا است که جمعیت آن در سرشماری سال ۲۰۱۰ میلادی، ۳٬۹۱۲ نفر بوده‌است.